# Pavel Vízner
Pavel Vízner (* 15. červenec 1970 v Praze, Československo) je bývalý český profesionální tenista.
Ve své kariéře vyhrál 16 turnajů ATP ve čtyřhře.
V současnosti trénuje s ing. Františkem Pálou a jeho synem Petrem Pálou tenisovou akademii v Club Hotelu Průhonice.

## Finálové účasti na turnajích ATP (34)

### Čtyřhra - výhry (15)
| Č.  | Datum             | Turnaj                       | Povrch  | Partner          | Soupeři ve finále                    | Výsledek         |
| 1.  | 26. květen 1996   | St. Pölten, Rakousko         | antuka  | Ctislav Doseděl  | David Adams Menno Oosting            | 6-7, 6-4, 6-3    |
| 2.  | 16. červen 1996   | Rosmalen, Nizozemsko         | tráva   | Paul Kilderry    | Anders Järryd Daniel Nestor          | 7-5, 6-3         |
| 3.  | 14. červenec 1996 | Gstaad, Švýcarsko            | antuka  | Jiří Novák       | Trevor Kronemann David Macpherson    | 4-6, 7-6, 7-6    |
| 4.  | 2. březen 2003    | Kodaň, Dánsko                | tvrdý   | Tomáš Cibulec    | Julian Knowle Michael Kohlmann       | 7-5, 5-7, 6-2    |
| 5.  | 20. červenec 2003 | Stuttgart, Německo           | antuka  | Tomáš Cibulec    | Jevgenij Kafelnikov Kevin Ullyett    | 3-6, 6-3, 6-4    |
| 6.  | 15. únor 2004     | Milán, Itálie                | koberec | Jared Palmer     | Daniele Bracciali Giorgio Galimberti | 6-4, 6-4         |
| 7.  | 3. říjen 2004     | Šanghaj, Čína                | tvrdý   | Jared Palmer     | Rick Leach Brian MacPhie             | 4-6, 7-64, 7-611 |
| 8.  | 10. říjen 2004    | Tokio, Japonsko              | tvrdý   | Jared Palmer     | Jiří Novák Petr Pála                 | 5-1, skreč       |
| 9.  | 19. červen 2005   | 's-Hertogenbosch, Nizozemsko | tráva   | Cyril Suk        | Tomáš Cibulec Leoš Friedl            | 6-3, 6-4         |
| 10. | 26. únor 2006     | Costa Do Sauipe, Brazílie    | antuka  | Lukáš Dlouhý     | Mariusz Fyrstenberg Marcin Matkowski | 6-1, 4-6, 10-3   |
| 11. | 7. květen 2006    | Estoril, Portugalsko         | antuka  | Lukáš Dlouhý     | Lucas Arnold Ker Leoš Friedl         | 6-3, 6-1         |
| 12. | 15. říjen 2006    | Vídeň, Rakousko              | tvrdý   | Petr Pála        | Julian Knowle Jürgen Melzer          | 6-4, 3-6, 12-10  |
| 13. | 18. únor 2007     | Costa Do Sauipe, Brazílie    | antuka  | Lukáš Dlouhý     | Álbert Montañés Rubén R. Hidalgo     | 6-2, 7-64        |
| 14. | 15. červenec 2007 | Gstaad, Švýcarsko            | antuka  | František Čermák | Marc Gicquel Florent Serra           | 7-5, 5-7, 10-7   |
| 15. | 12. srpen 2007    | Montreal, Kanada             | tvrdý   | Mahesh Bhupathi  | Paul Hanley Kevin Ullyett            | 6-4, 6-4         |

### Čtyřhra - prohry (19)
| Č.  | Datum             | Turnaj                | Povrch  | Partner       | Soupeři ve finále                       | Výsledek             |
| 1.  | 7. srpen 1994     | Praha, Česko          | antuka  | Tomáš Krupa   | Karel Nováček Mats Wilander             | bez boje             |
| 2.  | 13. říjen 1996    | Vídeň, Rakousko       | koberec | Menno Oosting | Jevgenij Kafelnikov Daniel Vacek        | 7-6, 6-4             |
| 3.  | 18. říjen 1998    | Ostrava, Česko        | koberec | David Adams   | Nicolas Kiefer David Prinosil           | 6-4, 6-3             |
| 4.  | 7. únor 1999      | Marseille, Francie    | tvrdý   | David Adams   | Max Mirnyj Andrej Olchovskij            | 7-5, 7-67            |
| 5.  | 15. srpen 1999    | San Marino            | antuka  | Petr Pála     | Lucas Arnold Ker Mariano Hood           | 6-3, 6-2             |
| 6.  | 22. říjen 2000    | Šanghaj, Čína         | tvrdý   | Petr Pála     | Paul Haarhuis Sjeng Schalken            | 6-2, 3-6, 6-4        |
| 7.  | 26. listopad 2000 | Stockholm, Švédsko    | tvrdý   | Petr Pála     | Mark Knowles Daniel Nestor              | 6-3, 6-2             |
| 8.  | 25. únor 2001     | Rotterdam, Nizozemsko | tvrdý   | Petr Pála     | Jonas Björkman Roger Federer            | 6-3, 6-0             |
| 9.  | 10. červen 2001   | French Open, Francie  | antuka  | Petr Pála     | Mahesh Bhupathi Leander Paes            | 7-65, 6-3            |
| 10. | 4. únor 2002      | Bangalore, Indie      | tvrdý   | Petr Pála     | Ellis Ferreira Rick Leach               | 6-76, 7-62, 6-4, 6-4 |
| 11. | 5. květen 2002    | Mnichov, Německo      | antuka  | Petr Pála     | Petr Luxa Radek Štěpánek                | 6-0, 6-74, 11-9      |
| 12. | 25. srpen 2002    | Long Island, USA      | tvrdý   | Petr Pála     | Mahesh Bhupathi Mike Bryan              | 6-3, 6-4             |
| 13. | 2. únor 2003      | Milán, Itálie         | koberec | Tomáš Cibulec | Petr Luxa Radek Štěpánek                | 6-4, 7-64            |
| 14. | 16. únor 2003     | Marseille, Francie    | tvrdý   | Tomáš Cibulec | Sébastien Grosjean Fabrice Santoro      | 6-1, 6-4             |
| 15. | 20. únor 2005     | Rotterdam, Nizozemsko | tvrdý   | Cyril Suk     | Jonathan Erlich Andy Ram                | 6-4, 4-6, 6-3        |
| 16. | 16. duben 2006    | Valencie, Španělsko   | antuka  | Lukáš Dlouhý  | David Škoch Tomáš Zíb                   | 6-4, 6-3             |
| 17. | 4. březen 2007    | Acapulco, Mexiko      | antuka  | Lukáš Dlouhý  | Potito Starace Martín Vassallo Argüello | 6-0, 6-2             |
| 18. | 9. červen 2007    | French Open, Francie  | antuka  | Lukáš Dlouhý  | Daniel Nestor Mark Knowles              | 2-6, 6-3, 6-4        |
| 19. | 9. září 2007      | US Open, USA          | tvrdý   | Lukáš Dlouhý  | Simon Aspelin Julian Knowle             | 7-5, 6-4             |